# آریفا
آریفا (به فرانسوی: Arifat) یک کمون در فرانسه است که در canton of Montredon-Labessonnié واقع شده‌است. آریفا ۲۰٫۲۸ کیلومتر مربع مساحت دارد ۴۳۰ متر بالاتر از سطح دریا واقع شده‌است.